# Pascal Renier
Pascal Renier (født 3. august 1971 i Waremme, Belgien) er en tidligere belgisk fodboldspiller, der spillede som forsvarsspiller. Han var på klubplan primært tilknyttet Club Brugge i hjemlandet, hvor han var tilknyttet seks sæsoner og var med til at vinde to belgiske mesterskaber. For det belgiske landshold spillede han 13 kampe. Han var en del af den belgiske trup ved VM i 1994 i USA.

## Titler
Belgiske Mesterskab
- 1996 og 1998 med Club Brugge

Belgiske pokalturnering
- 1994 med RFC de Liège
- 1995 og 1996 med Club Brugge

Belgiens Super Cup
- 1992, 1994 og 1996 med Club Brugge